# Thomas Piermayr
Thomas Piermayr (* 2. August 1989) ist ein österreichischer Fußballspieler.

## Karriere
Piermayr durchlief alle Jugendmannschaften des LASK und spielte an der Fußballakademie der Linzer.
2007 kam er zum ersten Mal in den Kader der schwarz-weißen. Seit der Saison 2008/09 ist er fixer Bestandteil der Stahlstädter. Er gab sein Bundesligadebüt am 9. Juli 2008 beim Spiel der 1. Runde zwischen den Kapfenberger SV und dem LASK, wo er in der 67. Minute für Siegfried Rasswalder eingewechselt wurde. Drei Tage später am 12. Juli 2008 erzielte er beim 3:1-Erfolg gegen den SCR Altach seinen ersten Bundesligatreffer nach Vorarbeit von Jürgen Panis.
Im Juli 2011 unterschrieb er bei Inverness Caledonian Thistle in der Scottish Premier League.
Im Sommer 2012 wechselte er zurück nach Österreich und unterschrieb einen Vertrag beim SC Magna Wiener Neustadt.
Nach nur einer Saison in der Heimat kehrte er jener wieder den Rücken und wechselte zu Lillestrøm SK nach Norwegen. Dort blieb er allerdings nur ein halbes Jahr und wechselte in die USA zu den Colorado Rapids. Von Mai 2015 bis Juli 2015 spielte er in Belarus beim FK Minsk. Danach wechselte er nach Ungarn zu Békéscsaba Előre. Nach der Saison 2015/16 verließ er die Ungarn.
Im Jänner 2017 wechselte er nach Schweden zum AFC Eskilstuna. Nach dem Abstieg aus der Fotbollsallsvenskan zu Saisonende kehrte er im Jänner 2018 nach Österreich zurück, wo er sich der drittklassigen Spielgemeinschaft LASK Juniors OÖ (bestehend aus der zweiten Mannschaft des LASK und der ersten Mannschaft des FC Juniors OÖ) anschloss. Zu Saisonende konnte er mit den LASK Juniors OÖ in die 2. Liga aufsteigen. Nach der Saison 2017/18 verließ er die Juniors und wechselte nach Zypern zum Zweitligisten Olympiakos Nikosia.
Mit Olympiakos stieg er zu Saisonende in die First Division auf. Daraufhin kehrte er zur Saison 2019/20 nach Österreich zum inzwischen drittklassigen SC Wiener Neustadt zurück, der sich im November 2019 in 1. Wiener Neustädter SC umbenannte. Im Sommer 2022 wechselte Piermayr, der mittlerweile im Pöttsching wohnhaft ist, zum benachbarten SC Bad Sauerbrunn in die Landesliga Burgenland. Für die Burgenländer absolvierte er 15 Partien.
Bereits im Jänner 2023 kehrte er wieder nach Wiener Neustadt zurück. Für Wiener Neustadt kam er zu neun Einsätzen in der Ostliga, aus der er mit dem Team zu Saisonende aber abstieg. Zur Saison 2023/24 wechselte er daraufhin wieder zurück nach Bad Sauerbrunn.